# محمد الناصر النفزاوي
محمد الناصر النفزاوي (مواليد 21 يوليو 1948 في ولاية بنزرت، تونس) هو كاتب وصحفي وأكاديمي تونسي. مارس العمل الصحفي في عدة صحف ومجلات، ونشرت له رواية وعدة دراسات، ويشغل منصب أستاذ محاضر بالجامعة التونسية حيث درّس الحضارة العربية الحديثة والمعاصرة حتى عام 2008.

## مؤلفاته
- «المتشابهون» (رواية)، 1987[4]
- «محمد كرد علي المثقف وقضية الولاء السياسي» (دراسة)، 1993[5]
- «فارس وبيزنطة والجزيرة العربية من القرن الثالث (الميلادي) إلى القرن السابع» (دراسة)، 1994[6]
- «الدولة والمجتمع -من محنة ابن رشد إلى خصومة محمد عبده- فرح أنطون» (دراسة)، 2000[7]
- «التيارات الفكرية السياسية في السلطنة العثمانية (1839–1918)» (دراسة)، 2001[8]
- ترجمة: «إدريس» (رواية)، المركز الوطني الترجمة، تونس، 2010[9][10]